# Urocystis poae-palustris
Urocystis poae-palustris är en svampart som beskrevs av Vánky 1976. Urocystis poae-palustris ingår i släktet Urocystis och familjen Urocystidaceae.   Inga underarter finns listade i Catalogue of Life.